# Hydrocynus forskahlii
Hydrocynus forskahlii es una especie de peces de la familia Alestiidae en el orden de los Characiformes.

## Morfología
Los machos pueden llegar alcanzar los 78 cm de longitud total y 15,5 kg de peso.

## Alimentación
Come peces, insectos, hierba y caracoles.

## Depredadores
Es depredado por  ( Haliaeetus vociferan ).

## Hábitat
Es un pez de agua dulce y de clima tropical.

## Distribución geográfica
Se encuentran en África.